# قيادة قوات الحلفاء المشتركة نابولي
قالب:SHAPE commands القيادة المشتركة لقوات الحلفاء ( JFC ) نابولي ( JFC Naples ) هي قيادة عسكرية لحلف شمال الأطلسي مقرها في لاغو باتريا، في مدينة نابولي متروبوليتان، إيطاليا - كانت القاعدة تقع سابقًا في حي باجولي في نابولي. تم تفعيلها في 15 مارس 2004، بعد ما أعيد فعليًا إعادة تسمية قيادته السابقة، قوات الحلفاء جنوب أوروبا ( AFSOUTH )، التي تم تشكيلها في الأصل في عام 1951. كان AFSOUTH من حيث هيكل القيادة العسكرية للناتو «قيادة تابعة رئيسية». يقدم القائد جيه إف سي نابولي تقاريره إلى القائد الأعلى للحلفاء في أوروبا في المقر الأعلى للحلفاء في أوروبا، كاستو، بلجيكا.

## التاريخ

### الحرب الباردة

أسلحة المقر، قوات الحلفاء جنوب أوروبا

في الأصل، كانت قوات الحلفاء في جنوب أوروبا واحدة من قيادتين رئيسيتين لحلف شمال الأطلسي في منطقة البحر الأبيض المتوسط والأخرى هي قوات الحلفاء المتوسطية على جزيرة مالطة، المسؤولة عن الأنشطة البحرية في المنطقة. في حين تم تعيين الأدميرال روبرت ب.كارني من البحرية الأمريكية كقائد عام لقوات الحلفاء في جنوب أوروبا (سينكافسوث) في 19 يونيو 1951  لم يتم تفعيل AFMED حتى عام 1953. كان التأخير بسبب المفاوضات والتنازلات بين الأمريكيين والبريطانيين، الذين كانوا يرغبون في الاحتفاظ بأحد قادتهم على خطوط الاتصال البحرية التقليدية في بريطانيا الممتدة عبر البحر الأبيض المتوسط إلى قناة السويس وما بعدها. من عام 1951 إلى عام 2003، كان القائد العام لقوات الحلفاء في جنوب أوروبا دائمًا أميرالًا من البحرية الأمريكية، ومقره في نابولي، والذي شغل أيضًا منصب البحرية الأمريكية للقائد العام للقوات البحرية للولايات المتحدة في أوروبا وعمل بمثابة قائد عنصر الخدمة البحرية للقيادة الأوروبية للولايات المتحدة ضمن سلسلة القيادة الأمريكية فقط. تم إنشاء مقر AFSOUTH في جزيرة Nisida، نابولي.